# Fort Klamath
Pour l’article homonyme, voir Fort Klamath (Oregon).
Fort Klamath est un ancien poste militaire de la United States Army établi le 5 septembre 1863 dans le comté de Klamath en Oregon afin de protéger les colons venus s'installer dans le Nord-Ouest Pacifique des attaques des Amérindiens et servit notamment lors de la guerre des Modocs de 1872-1873.